# Byki (Piotrków Trybunalski)
Byki – dawna wieś, od 1977 w granicach miasta Piotrków Trybunalski. Leży w północnej części miasta, wzdłuż ulicy Kasztelańskiej.
W Bykach znajduje się zamek rodu Jaxa-Bykowskich.

## Historia
Wzmiankowana po raz pierwszy w źródłach pisanych z 1416 roku jako własność prywatna rodu Jaxa-Bykowskich herbu Gryf (potwora mającego głowę i skrzydła orła, a ciało lwa). Znajduje się w północnej części miasta. Jan z Byków otrzymał dla wsi w 1454 roku prawo niemieckie.
Od 1867 w gminie Szydłów w powiecie piotrkowskim w guberni piotrkowskiej Od 1919 w woj. łódzkim. Tam 19 października 1933 weszły w skład gromady o nazwie Byki w gminie Szydłów, składającej się ze wsi Byki i kolonii Karolinów.
Podczas II wojny światowej Byki włączono do Generalnego Gubernatorstwa (dystrykt radomski, powiat Petrikau), nadal w gminie Szydłów. W 1943 roku liczba mieszkańców wynosiła 290.
Po wojnie ponownie w województwie łódzkim i powiecie piotrkowskim, jako jedna z 29 gromad gminy Szydłów. W związku z reorganizacją administracji wiejskiej jesienią 1954, Byki weszły w skład nowej gromady Jarosty.
Od 1 stycznia 1973 w nowo utworzonej gminie Piotrków Trybunalski w powiecie piotrkowskim. W latach 1975–1987 miejscowość należała administracyjnie do województwa piotrkowskiego.
1 lutego 1977 gminę Piotrków Trybunalski zniesiono, a Byki włączono do Piotrkowa Trybunalskiego.